# 2000 FK38
2000 FK38 är en asteroid i huvudbältet som upptäcktes den 29 mars 2000 av LINEAR i Socorro County, New Mexico.
Asteroiden har en diameter på ungefär 10 kilometer.